# Almássy téri Szabadidőközpont
Koordináták: é. sz. 47° 30′ 03″, k. h. 19° 04′ 20″47.500833°N 19.072222°E

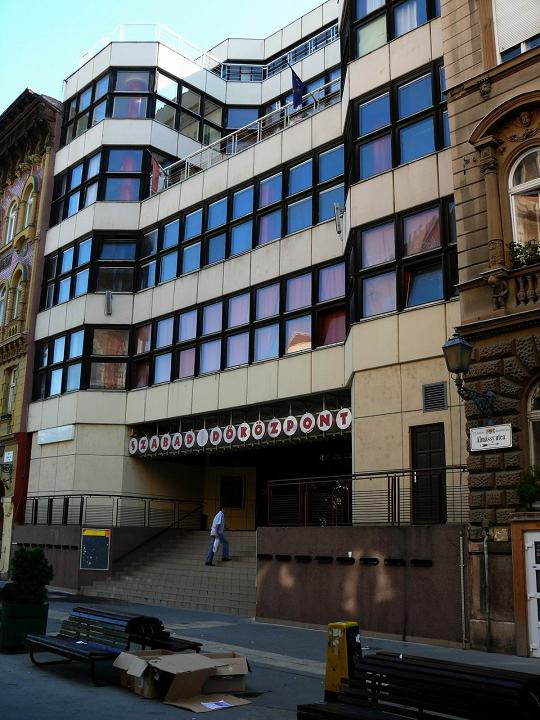
Az Almássy téri Szabadidőközpont épülete 2010-ben

Az Almássy téri Szabadidőközpont egy napjainkra bezárt kulturális intézmény, közösségi tér és szórakozóhely komplexum volt Budapest VII. kerületében, az Almássy tér 6. szám alatt.

## Története
1983-ban nyitották meg Almássy téri Úttörő és Ifjúsági Ház, Szabadidőközpont néven. Az önkormányzati tulajdonban lévő intézmény 1990-ben kapta a jelenlegi nevet. A kortárs modern épület tervezője Straub Éva és Jakab Zoltán, a belső terek építésze pedig Somogyi Pál volt. Az ötemeletes épület teljes alapterülete 5200 m², amelyben egy 470 fős befogadóképességű nagytermet, egy 120 személyes kamaratermet, ezeken kívül tánctermet, kisebb előadótermeket, klub- és szakköri helyiségeket alakítottak ki. Az alagsorban uszoda üzemelt 25 méteres medencével. A szabadidőközpont falain belül élénk közösségi élet folyt. Amíg működött, az épületből gyakran a térre is kiköltöztették programjaikat. Különböző tanfolyamokat, szakköröket, szabadidőprogramokat, sportoktatást szerveztek, ezenkívül képzőművészeti kiállításokat, zenei és színházi előadásokat, filmvetítéseket, táncházakat, könnyűzenei koncerteket rendeztek.
A szabadidőközpont szolgált helyszínül az 1983-as Ki mit tud? televíziós selejtezőhöz és döntőhöz, amiért megkapta a Magyar Televízió nívódíját. Az intézmény sikeres programjai közé tartozott a múltban Budapest egyik legnépszerűbb gyermekjátszóháza, a Kölyökvár, és innen indult a Téka Táncház is. A központ falai között tartotta első lemezbemutató koncertjét az Első Emelet, és itt alakították meg a Bonanza Banzai első klubját is 1987-ben. 2003-ban az épület elöregedett állapota és pénzhiány miatt a szabadidőközpont működése ellehetetlenült, de 2005-től az üzemeltetési jogok kiadásával az élet ismét beindult a kulturális intézményben, Fabinyi Andrásnak köszönhetően, majd meg is szűnt. A Pszinapszis – Budapesti Pszichológiai napok rendezvénynek 1997-től 2006-ig ez volt a központi helyszíne. 2007. december 31-ével az intézmény bezárta kapuit, az épületet a kerület eladta.
A vevő szállodát akart benne létesíteni, de ez hosszú időre meghiúsult. 2010-től az épületben egy ideig szórakozóhely működött. Sajtóértesülés szerint 2021-ben újra felmerült a szállodává alakítás reális lehetősége.